# 금모으기 운동

1998년 1월 6일 금 모으기 운동 현장

금모으기 운동은 1997년 IMF 구제금융 요청 당시 대한민국의 부채를 갚기 위해 국민들이 자신이 소유하던 금을 나라(대한민국)에 자발적인 희생정신으로 내어놓은 운동이다. 당시 대한민국은 외환 부채가 약 304억 달러에 이르렀다. 전국 누계 약 351만 명이 참여한 이 운동으로 18억 달러 어치의 약 227톤의 금이 모였다.

## 발단
1997년 7월 2일 태국의 고정환율제도가 변동환율제도로 바뀜에 따라 태국 바트화의 시세가 폭락한 것이 동아시아 금융 위기의 직접적인 계기였다. 외채 상환이 불가능한 일부 금융 기관과 달러 부족, 원화 환율 폭등 등의 문제가 커지면서 대한민국은 단독으로 이런 문제들을 해결할 수 없었다. 결국 외화 차입이 봉쇄됨에 따라 장기 외채 상환이 어려워졌고, 1997년 11월 20일 새마을운동 단체 중 하나인 '새마을부녀회 중앙연합회'에서 선포한 '애국가락지 모으기 운동'이 시초가 되었다. 12월 3일 국무총리가 주재하는 비상경제대책추진위원회 회의에서 이러한 외환위기 극복 계획이 보고되었고 정부는 경제난 극복을 위한 민간단체 차원의 바람직한 활동으로 평가, 1998년 1월 6일 KBS에 의해 금모으기 운동 등 전국적으로 확산하게 되었다.

## 전개
1997년 11월 20일 새마을운동 단체 중 하나인 '새마을부녀회 중앙연합회'에서 선포한 '애국가락지 모으기 운동'이 시초가 되었다. 1907년 대한제국의 국채를 갚기 위해 벌여진 국채보상운동의 정신을 계승하여 국민들의 애국심과 단결력을 이끌어내고자 했던 회원들은 12월 8일까지 금으로 된 물건들을 모아서 국가에 헌납하기로 결의했다.
12월 3일 국무총리가 주재하는 비상경제대책추진위원회 회의에서 이러한 외환위기 극복 계획이 보고되었고 정부는 경제난 극복을 위한 민간단체 차원의 바람직한 활동으로 평가했다. 같은 달 10일 열린 헌납식에서는 금 2445 돈, 은 133 돈, 외화 28 달러, 한화 701만 2천원을 기부받아 총 1억 3천 95만여 원이 모였다. 모금액은 중소기업진흥청에 중소기업지원금으로 전달됐다.

새마을 금모으기 운동은 당시 대한민국 국민들의 긍정적인 평가에 힙입어 전국적으로 확산되었다. 1998년 1월 5일부터는 'KBS 금 모으기 캠페인'이 시작되었고 종전의 헌납이 아닌 보상의 체계로 운동의 성격도 바뀌었다. 금모으기 운동에 참여하는 일반인들은 금(순금 24K)을 내놓으면, 전문 감정가가 직접 금을 감정한 확인서를 받게 되며, 수출 후 달러를 당시 환율과 국제금시세로 평가해 나중에 원화로 돌려받는 방식으로 진행되었다. 공식적으로 3월 14일 종료된 금모으기 운동은 농협에 의해 계속 진행되었다.:371
1998년 1월 165t, 2월 53t, 3월 5t, 4월 0.8t 등 약 225톤이 모금되었고, 참여한 사람은 전국적으로 349만 명에 달했다. 당시 시세로 21억 7천만 달러에 해당하는 금액이 모였다.:371
언론에서는 사회 각계의 금모으기 운동 참여 소식을 전했고, 국민에게 금모으기 운동에 동참할 당위성을 부여했다. 3월 이후의 보도는 금모으기 운동을 통해 외환위기를 극복할 수 있다는 희망을 심어주는 내용이 대부분이었다.:373
언론은 보도를 통해 삼성그룹과 대우그룹 등 기업들의 참여, 혹은 이종범 선수 등 스포츠인, 김대중 대통령 당선자, 이건희 회장 부부 등의 금 기탁 소식을 전했고, 금 5천여만원어치를 기탁한 일반인 전성환 씨의 소식도 전하면서 금모으기 운동의 도덕적 의미를 강화했다.:372
캠페인이 일단락된 1998년 3월 이후부터는 주로 성과 위주로 보도가 이루어진다. 보도의 내용은 주로 금모으기 운동으로 경제위기를 극복할 수 있다는 내용을 보도한다.:373 금모으기 운동은 자발적 참여와 애국심을 강조하며 참여의 간편함 등의 이유로 온 국민에게 참여를 독려시키는 방향으로 전개되었다.

## 결과
금모으기 운동은 1998년 2월 말 주택은행·국민은행 등 5개 금융기관이 금모으기 업무를 중지한 데 이어 4월 말 농협중앙회를 마지막으로 모두 끝났다. 운동이 시작된 지난 1월 5일부터 걷힌 금은 약 227t이다. 1월에 가장 많은 165.65t이 걷혔고, 이후 줄어들어 2월에는 53.96t, 3월 5.38t, 4월 800kg이 모였다. 이로써 약 18억 2천만 달러의 외화를 거두었다. 전국적으로 3백51만여 명이 여기에 참여했다. 4가구당 1가구꼴로 평균 65g을 내놓은 것이다. 이중 2만1천 명은 금 187kg을 헌납했으며 1천7백35명은 1백31kg을 국채를 사는 형식으로 위탁했다. 수집기관별로는 주택은행(KBS-대우)이 136.4t으로 가장 많았고 농협(MBC-삼성)이 48.24t, 국민은행과 새마을금고(SBS-LG)가 33.68t, 외환은행이 4.25t, 기업은행이 1.98t씩을 모았다. ‘제2의 국채보상운동’이라고 부를 만한 수준이다. 이를 통해 예정보다 3년이나 앞당겨진 2001년 8월 IMF로부터 지원받은 195억 달러의 차입금을 모두 상환했다.

## 평가
- 한국개발연구원(KDI)이 IMF 외환위기 발생 20년을 맞아 '국민의 인식과 삶에 미친 영향'을 파악하기 위해 실시한 대국민 인식조사에 따르면, 'IMF 외환위기' 하면 가장 먼저 '국민의 금모으기 운동(42.4%)'을 연상했다.[8] 외환위기를 조기졸업한 원동력으로 금모으기 운동 등 국민의 단합(54.4%)을 가장 많이 뽑았다.[8]

그러나 이렇게 모은 돈을 헐값매각을 통하여 부가세 탈루를 추진하다 걸리고, 2010년 초등 교고서에 IMF의 원인으로 국민의 과소비를 든 것으로 보면 기업들이 원인이였던 IMF를 모두 국민의 잘못으로 치환하고 그걸 국민이 해결했다는 식으로 국가는 보고 있다는 생각을 할 수 있다.

## 같이 보기
- 대한민국의 IMF 구제금융 요청
- 국채보상운동
- IMF
- 아시아 금융위기